# Raf Jansen
Raf Jansen (27 juli 1980) is een Belgisch acteur.

## Levensloop
Jansen regisseerde verschillende amateur-theaterproducties en is verantwoordelijk voor de artistieke vormgeving van de Bert Leysenkring (Balen).
Op 16 september 2014 maakte hij zijn debuut in de televisieserie Thuis op één in de rol van Dieter Van Aert. In 2023 toerde hij door Vlaanderen met het theaterstuk 'Poupehan' (Het Laatste Bedrijf en De Mannschaft) aan de zijde van Lucas Van Den Eynde, Viv Van Dingenen, Ann Pira, Lien De Graeve/Laurence Roothooft.
Naast acteur was Jansen in het dagelijkse leven schooldirecteur van een basisschool in Arendonk. Op dit ogenblik neemt hij deze functie niet meer op, hij legt zich volledig toe op zijn carrière als acteur. Voor zijn carrière als schooldirecteur was Jansen nog leerkracht in het lager onderwijs. Hij gaf les in basisschool Het Klepperke.